# Џевринска греда
Џевринска греда (Ђевринска греда) је гребен горњојурских кречњака између планине Мироч и равнице Кључ. Представља геолошки појам, а не топоним.
Пружа се меридијанским правцем у дужини од 18km, од обале Дунава код Џевринског камена на северу, преко Петровог Села, Рудина и Килома, до села Река на југу. Просечна ширина Греде је 250m, максимална 700m, а местимично није видљива на површини. Морфолошки се јасно истиче у околном рељефу, захваљујући стрмим кречњачким одсецима и бројним понорима са слепим долинама. Кречњаци су изронили на површину издизањем источног крила Џевринског раседа. У узвишењу Велики Дрењар формирана је пећина Дрењарски систем.